# Tetropismenus hirtus
Tetropismenus hirtus är en tvåvingeart som beskrevs av Friedrich Hermann Loew 1876. Tetropismenus hirtus ingår i släktet Tetropismenus och familjen fläckflugor.
Artens utbredningsområde är Kalifornien. Inga underarter finns listade i Catalogue of Life.